# Mühlheim am Inn
Mühlheim am Inn – gmina w Austrii, w kraju związkowym Górna Austria, w powiecie Ried im Innkreis. Według Austriackiego Urzędu Statystycznego liczyła 662 mieszkańców (1 stycznia 2015).